# ニューアプローチ
ニューアプローチ (英:New Approach) はアイルランドの競走馬・種牡馬である。2006年9月のにゴフスセールにて43万ユーロ（約6450万円）で落札された。半兄に1998年の高松宮記念を勝ったシンコウフォレストがいる。

## 競走成績

### 2歳時代（2007年）
2007年7月、カラ競馬場でデビュー。デビュー戦を勝利で飾った後、一般競走、G2競走と3連勝する。その後、シェイク・モハメドが権利の50%を取得し、アイルランド最強2歳馬決定戦ナショナルステークスに出走。レースではハナを奪うと、そのまま押し切り勝利。さらに相手の揃ったイギリス最強2歳馬決定戦デューハーストステークスでは、ファーストカンパニーとの叩き合いを制して無敗の5連勝。これらの活躍により、2歳牡馬で最も高いレートを獲得し、2007年度カルティエ賞最優秀2歳牡馬を受賞。

### 3歳時代（2008年）
2008年に入るとシェイク・モハメドが全権利を収得し、三冠を目指さず2000ギニーに出走し、ダービーステークスは回避する予定であった。その2000ギニーでは、果敢に先頭に立つと、残り2ハロンのところでスパートをかけて後続を引き離すも、残り1ハロンで猛追してきたヘンリーザナビゲーターにゴール前でハナ差交わされ2着となった。続いてアイリッシュ2000ギニーに出走し、1番人気に推される。前走同様ハナを奪って先頭でレースを進めるが、再びヘンリーザナビゲーターに差し切られ、1 3/4馬身差の2着に終わった。アイリッシュ2000ギニーが苦手の堅良馬場で行われたため、降雨を確認するとダービーへの出走を表明した。レースでは序盤に折り合いを欠いた為、抑えたこともあり馬群の中団で待機し、直線に入ると内へ切り込みラチ沿いから先頭に立つと、外側から伸びてきたタータンベアラーの猛追を半馬身差しのいで優勝した。
続いてアイリッシュダービーに出走予定であったが、故障で回避。休養をはさんで8月23日のインターナショナルステークスに照準を合わせた。このレースには、4連勝中のデュークオブマーマレードも出走してきており、非常に注目が集まる一戦となった。しかしレースでは出遅れが響き、3着に追い上げるのが精いっぱいとなり、デュークオブマーマレードにG1競走5連勝を許す結果となった。その後、わずか2週間後のアイリッシュチャンピオンステークスに出走した。当初はデュークオブマーマレードも出走予定とあって本馬との再戦が注目されたが直前でデュークオブマーマレードは回避。同レースの本命となり、単勝支持率1.7倍の期待に応えて半馬身差ながら勝利した。その後、凱旋門賞を回避し、10月18日のチャンピオンステークスに出走、勝利を収めた。同レースを最後に引退。

### 競走成績
| 出走日     | 競馬場           | 競走名            | 格 | 頭数 | 人気 | 着順 | 騎手       | 斤量  | 距離（馬場）  | タイム   | 着差      | 1着（2着）馬      |
| ---------- | ---------------- | ----------------- | -- | ---- | ---- | ---- | ---------- | ----- | ------------- | -------- | --------- | ----------------- |
| 2007.07.15 | カラ             | 未勝利            |    | 12   | 2人  | 1着  | K.マニング | 126lb | 芝7f (Hy)     | 1:33.00  | 2馬身     | (Lucifer Sam)     |
| 2007.07.28 | レパーズタウン   | タイロスS         | G3 | 4    | 1人  | 1着  | K.マニング | 127lb | 芝7f (Y)      | 1:30.60  | 2馬身     | (Brazilian Star)  |
| 2007.08.25 | カラ             | フューチュリティS | G2 | 5    | 1人  | 1着  | K.マニング | 127lb | 芝7f (Sft)    | 1:29.00  | 3馬身     | (Curtain Call)    |
| 2007.09.16 | カラ             | ナショナルS       | G1 | 9    | 1人  | 1着  | K.マニング | 127lb | 芝7f (GF)     | 1:23.50  | 1 3/4馬身 | (Rio de la Plata) |
| 2007.10.20 | ニューマーケット | デューハーストS   | G1 | 10   | 1人  | 1着  | K.マニング | 127lb | 芝7f (GS)     | 1:25.29  | 1/2馬身   | (Fast Company)    |
| 2008.05.03 | ニューマーケット | 英2000ギニー      | G1 | 15   | 1人  | 2着  | K.マニング | 126lb | 芝8f (Gd)     |          | ハナ      | Henrythenavigator |
| 2008.05.24 | カラ             | 愛2000ギニー      | G1 | 5    | 1人  | 2着  | K.マニング | 126lb | 芝8f (Fm)     |          | 1 3/4馬身 | Henrythenavigator |
| 2008.06.07 | エプソム         | 英ダービー        | G1 | 16   | 2人  | 1着  | K.マニング | 126lb | 芝12f10y (Gd) | 2:36.50  | 1/2馬身   | (Tartan Bearer)   |
| 2008.08.23 | ニューマーケット | 英国際S           | G1 | 9    | 2人  | 3着  | K.マニング | 123lb | 芝10f (GF)    |          | 3 1/4馬身 | Duke of Marmalade |
| 2008.09.07 | レパーズタウン   | 愛チャンピオンS   | G1 | 8    | 1人  | 1着  | K.マニング | 126lb | 芝10f (Y)     | 2:07.57  | 1/2馬身   | (Traffic Guard)   |
| 2008.10.18 | ニューマーケット | チャンピオンS     | G1 | 11   | 1人  | 1着  | K.マニング | 124lb | 芝10f (Gd)    | R2:00.13 | 6馬身     | (Twice Over)      |

※馬場状態： Fm=Firm, GF=Good to Firm, Gd=Good, GS=Good to Soft, Y=Yielding, Sft=Soft, Hy=Heavy
※タイム欄のRはレコード勝ちを示す。

## 種牡馬成績
2009年よりダーレーグループ傘下のダルハムホールスタッドで種牡馬入りし、南半球の種付けシーズンのためにオーストラリアのビクトリア州で過ごすことになった。初年度の種付料は3万ポンド。2012年に初年度産駒がデビューすると、ドーンアプローチが欧州最優秀2歳馬となり3歳時にも2000ギニーに優勝。タレントがオークスを制し上々の滑り出しとなった。2018年にはマサーが本馬の父ガリレオから続く三代ダービーステークス制覇を達成している。

### 主な産駒
- 2010年産
  - ドーンアプローチ / Dawn Approach - 2013年2000ギニー、セントジェームズパレスステークス、2012年ナショナルステークス、デューハーストステークス
  - リベルタリアン / Libertarian - 2013年ダンテステークス
  - タレント / Talent - 2013年オークス
  - メイズドリーム / May's Dream - 2014年オーストララシアンオークス
  - サルタニーナ / Sultanina - 2014年ナッソーステークス
- 2011年産
  - ポチョムキン / Potemkin - 2016年ローマ賞
  - エリプティク / Elliptique - 2016年バイエルンツフトレネン

- 2015年産
  - マサー / Masar - 2018年ダービーステークス
  - カスカディアン / Cascadian - 2021年ドンカスターハンデキャップ、2022年オールエイジドステークス、2023年オーストラリアンカップ、2024年オーストラリアンカップ

- 2017年産
  - ダーリントンホール - 2020年共同通信杯
- 2018年産
  - マックスウィニー / Mac Swiney - 2020年フューチュリティトロフィー、2021年アイリッシュ2000ギニー

### ブルードメアサイアーとしての主な産駒
- 2016年産
  - デュープロセス / Due Process - 2019年兵庫ゴールドトロフィー
- 2017年産
  - アースライト / Earthlight - 2019年モルニ賞、ミドルパークステークス
- 2018年産
  - バスラットレオン / Bathrat Leon - 2021年ニュージーランドトロフィー、2022年ゴドルフィンマイル、2023年1351ターフスプリント
  - マスタングヴァレー / Mustang Valley - 2022年リヴァモルクラシック、2023年アローフィールドスタッドプレート
- 2019年産
  - モダンゲームズ / Modern Games - 2021年ブリーダーズカップ・ジュヴェナイルターフ、2022年プール・デッセ・デ・プーラン、ウッドバインマイル、ブリーダーズカップ・マイル、2023年ロッキンジステークス
  - リヴインザドリーム / Live In The Dream - 2023年ナンソープステークス
- 2020年産
  - モージュ / Mawj - 2023年英1000ギニー、クイーンエリザベス2世チャレンジカップステークス
  - ルガル / Lugal - 2024年シルクロードステークス、スプリンターズステークス（父ドゥラメンテ）[5]
- 2021年産
  - ロサリオン / Rosallion - 2023年ジャン・リュック・ラガルデール賞、2024年愛2000ギニー、セントジェームズパレスステークス
- 2022年産
  - スコルシーチャンプ / Scorthy Champ - 2024年ヴィンセントオブライエンナショナルステークス
  - シャドウオブライト / Shadow Of Light - 2024年ミドルパークステークス、デューハーストステークス

## エピソード
ニューアプローチの前年、2歳戦で5連勝を遂げながらも故障で引退したテオフィロとは、同馬主で同厩舎、同父、全て同じレースでの5連勝など共通点が多い。

## 血統表
| ニューアプローチの血統（サドラーズウェルズ系 / アウトブリード） | ニューアプローチの血統（サドラーズウェルズ系 / アウトブリード） | ニューアプローチの血統（サドラーズウェルズ系 / アウトブリード） | （血統表の出典）    | （血統表の出典） |
| 父 Galileo 1998 鹿毛                                            | 父の父Sadler's Wells 1981 鹿毛                                  | Northern Dancer                                                 | Nearctic            | Nearctic         |
| 父 Galileo 1998 鹿毛                                            | 父の父Sadler's Wells 1981 鹿毛                                  | Northern Dancer                                                 | Natalma             |                  |
| 父 Galileo 1998 鹿毛                                            | 父の父Sadler's Wells 1981 鹿毛                                  | Fairy Bridge                                                    | Bold Reason         | Bold Reason      |
| 父 Galileo 1998 鹿毛                                            | 父の父Sadler's Wells 1981 鹿毛                                  | Fairy Bridge                                                    | Special             |                  |
| 父 Galileo 1998 鹿毛                                            | 父の母Urban Sea 1989 栗毛                                       | Miswaki                                                         | Mr. Prospector      | Mr. Prospector   |
| 父 Galileo 1998 鹿毛                                            | 父の母Urban Sea 1989 栗毛                                       | Miswaki                                                         | Hopespringseternal  |                  |
| 父 Galileo 1998 鹿毛                                            | 父の母Urban Sea 1989 栗毛                                       | Allegretta                                                      | Lombard             | Lombard          |
| 父 Galileo 1998 鹿毛                                            | 父の母Urban Sea 1989 栗毛                                       | Allegretta                                                      | Anatevka            |                  |
| 母 Park Express 1983 黒鹿毛                                     | 母の父Ahonoora 1975 栗毛                                        | Lorenzaccio                                                     | Klairon             | Klairon          |
| 母 Park Express 1983 黒鹿毛                                     | 母の父Ahonoora 1975 栗毛                                        | Lorenzaccio                                                     | Phoenissa           |                  |
| 母 Park Express 1983 黒鹿毛                                     | 母の父Ahonoora 1975 栗毛                                        | Helen Nichols                                                   | Martial             | Martial          |
| 母 Park Express 1983 黒鹿毛                                     | 母の父Ahonoora 1975 栗毛                                        | Helen Nichols                                                   | Quaker Girl         |                  |
| 母 Park Express 1983 黒鹿毛                                     | 母の母Matcher 1966 黒鹿毛                                       | Match                                                           | Tantieme            | Tantieme         |
| 母 Park Express 1983 黒鹿毛                                     | 母の母Matcher 1966 黒鹿毛                                       | Match                                                           | Relance             |                  |
| 母 Park Express 1983 黒鹿毛                                     | 母の母Matcher 1966 黒鹿毛                                       | Lachine                                                         | Grey Sovereign      | Grey Sovereign   |
| 母 Park Express 1983 黒鹿毛                                     | 母の母Matcher 1966 黒鹿毛                                       | Lachine                                                         | Loved One F-No.19-b |                  |

### 血統背景
- 兄弟は半兄のシンコウフォレストの他、半姉にDazzling Park（父ウォーニング）がいる。